# زیتون تلخ آسیایی
زیتون تلخ آسیایی (نام علمی: Aglaia odorata) نام یک گونه از تیره زیتون‌تلخیان است. این گونه در کامبوج، جمهوری خلق چین، اندونزی، میانمار، تایوان، تایلند، ویتنام، و لائوس رشد و نمو می‌کند. زیتون تلخ آسیایی یک درخت کوچک و همیشه سبز است، که می‌تواند ۲تا۵متر ارتفاع رشد کند.